# Oppidum Závist
Hradiště Lhota-Točná, nesprávně nazývané hradiště Závist, bylo největší keltské oppidum v Čechách. Nacházelo se na kopcích po obou stranách Břežanského údolí na pravém břehu Vltavy při dnešním jižním okraji Prahy. Jeho pozůstatky jsou chráněny od roku 1989 jako národní kulturní památka čís. 163.

## Poloha

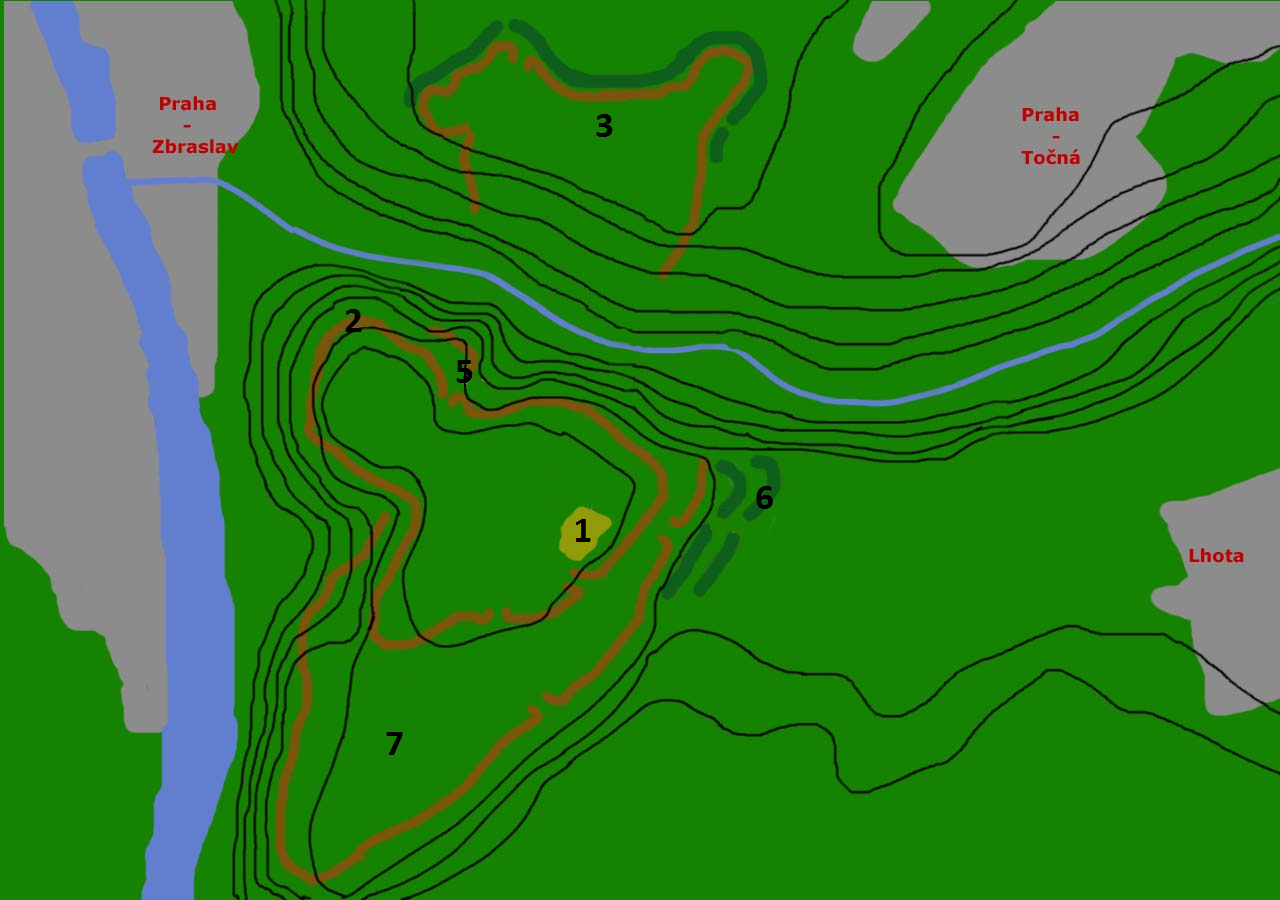
Oppidum Závist:
1 – Akropole
2 – Opevnění
3 – Šance
4 – Brána A
5 – Brána D
6 – Příkop
7 – Podhradí

Závistské oppidum leželo na vrchu Hradiště nad bývalým soutokem Vltavy a Berounky u Zbraslavi. Vrch Hradiště se nachází jižně od Prahy, na pravé straně Vltavy naproti Zbraslavi a západně od vsi Lhota v katastru obce Dolní Břežany. Se svou nadmořskou výškou 391 metrů je vrch nejvyšším bodem a krajinnou dominantou viditelnou např. i z pražské Letné. Později se oppidum rozšířilo přes hluboce zaříznuté Břežanské údolí i na protější vrch Šance (v katastrálním území Točná v Praze). Výškový rozdíl mezi hladinou řeky a vrcholovou partií oppida je až 200 metrů.
Název Závist pochází od názvu hájovny, která je pod vrchem Hradiště u potoka, který se dříve nazýval Zalužanka.

## Historie
Krajina v okolí Dolních Břežan byla osídlena už v eneolitu, tedy asi 3 000 let př. n. l. Plošina nad Zbraslaví byla osídlena od doby bronzové, dále na přelomu doby halštatské a doby laténské v první polovině 6. století př. n. l., kdy se ve střední části vrchu usídlili první Keltové, a posléze v 2. a 1. století př. n. l.
Zdejší podmínky byly pro výběr opevněného sídla optimální – dobrá geografická poloha, úrodná půda, významná obchodní stezka, naleziště zlata. Nejstarší osídlení a následné opevnění obklopovalo především temeno návrší a mělo rozlohu přibližně 27 ha. Opevnění se skládalo především z takzvaných vlčích jam, následoval do skály vylámaný příkop a palisáda. Průchod zabezpečovala v této době brána „D“, položená 12,5 m vysoko nad dnem obrovského příkopu vylámaného do skály. Později však přišel úpadek a hradiště bylo na čas opuštěno. Po 200 letech přichází na toto místo další skupina keltských osadníků. V jihovýchodní části podhradí vybudovala silnou dubovou palisádu i další linie opevnění, jedná se o nejsilnější obranné valy na místě, které bylo nejpřístupnější. V období kolem poloviny 2. století př. n. l. byla Závist podruhé od základu vybudována a obyvatelé postupně zdokonalili a rozšířili oppidum. Poslední výstavba opevnění zcela změnila i konstrukční systém. Hradební linii tvořily strmé sypané valy, na jejichž koruně byla vybudována dřevěná palisádová hradba. Zcela se změnil také vstupní prostor a navíc sjednotila i protější kopec „Šance“ pod jeden ochranný štít.

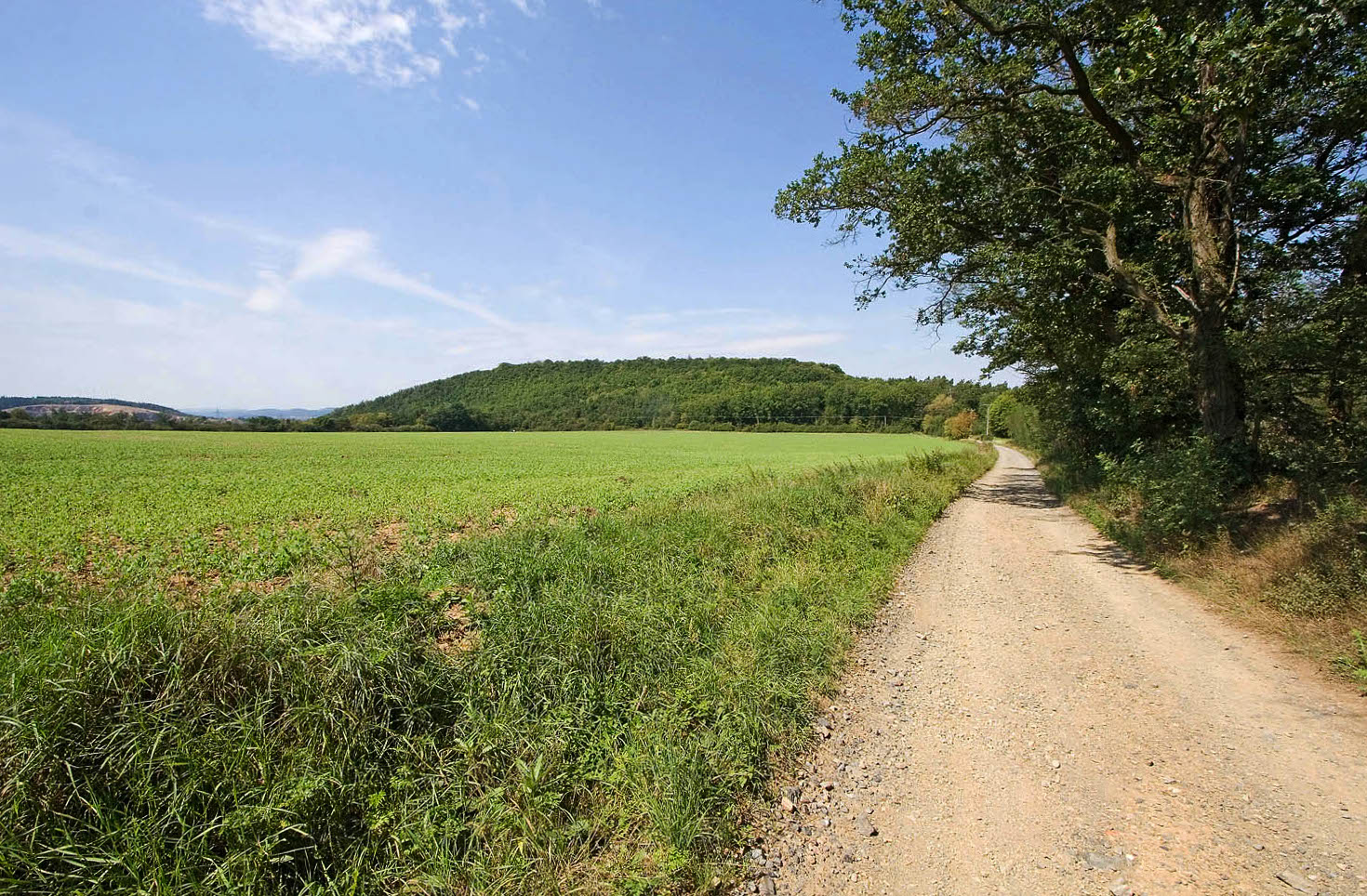
Pohled k akropoli oppida Závist u Zbraslavi od Lhoty

Ve 2. století př. n. l. oppidum dosáhlo své maximální rozlohy 118 hektarů (v některých pramenech se uvádí až 170 hektarů). Nové refugium bylo schopno pojmout až 40 000 případných uprchlíků. V této době měla Závist přibližně 1500–3500 (toto číslo ale není úplně přesné vzhledem k tomu, že na oppidu nebyla tak hustá zástavba jak se předpokládalo) obyvatel, což není zanedbatelné množství, když vezmeme v úvahu, že ve starověku byly Čechy osídleny zhruba 75–100 tisíci lidmi. Domy byly většinou jednoprostorové, případně dělené jednoduchými příčkami. Mezi jednotlivými stavbami byla síť hlavních a vedlejších komunikací, nejčastěji měly formu štětovaných cest. Ty navazovaly na několik vstupních bran. Při archeologickém výzkumu v sedmdesátých letech 20. století byly objeveny zbytky tkalcovského stavu, kovářské dílny, kuchyňské keramiky a dokonce zbytky importovaného skla a bronzových nádob. Z uvedených nálezů vyplývá, že Závist byla jak na přelomu 6. a 5. stol. př. n. l., tak v posledních dvou stoletích př. n. l. důležitým mocenským centrem v Čechách, které mělo značný vliv na dění ve svém okolí. Nebylo pravděpodobně možné svépomocí postavit tak rozlehlý areál, jakým je závistská akropole. K tomu bylo zapotřebí značných finančních prostředků, materiálu i práceschopného obyvatelstva. Proto se archeologové shodují na faktu, že Závist byla sídlem keltské elity na českém území.
Později však došlo k dramatickým událostem. S největší pravděpodobností bylo oppidum v 1. století našeho letopočtu nenadále přepadeno germánskými válečníky a při následné bitvě, při které shořela hlavni brána D a malá boční brána A, bylo oppidum dobyto a obsazeno. Germánské obyvatelstvo využívalo toto strategicky výhodné místo v dalších letech. Sídlo ale postupně ztrácelo na svém významu a postupně zanikalo. Byly zde nalezeny i stopy po osídlení slovanského obyvatelstva kolem 7. století. Posledním důkazem o osídlení Závisti je nález malého slovanského pohřebiště z první poloviny 10. století.

### Osud archeologické památky
Oppidum Závist bylo zpřístupněno po dokončení archeologického průzkumu v roce 1990, kdy zde zůstaly odkryté základy původních staveb. Kvůli ohrožení památky bylo v roce 2004 provedeno její zakonzervování zavezením silnou vrstvou štěrku. Takto vzniklá plocha pak postupně začala zarůstat náletovými dřevinami a bylo potřeba najít řešení na její zajištění.
Ke konci roku 2021 vyvolalo vlnu kontroverze zahájení projektu Akropole Závist – Zpřítomnění. Plocha má být podle projektu překryta šedobílou mlatovou vrstvou s pestrobarevnými betonovými geometrickými objekty v místech zasypaných základů staveb. Projekt by měl být dokončen do roku 2030. V již zahájené první fázi vzniká na vrcholu kopce také rozhledna od architekta Martina Rajniše. Návrh podoby druhé fáze výstavby od architekta Josefa Pleskota byl kritizován za necitlivost vůči památce i lokální krajině. Kritika se snesla také na vedení obce, které projekt schválilo, kritizována byla především nedostatečná informovanost veřejnosti, což bylo nakonec úřady zdůvodněno opatřeními proti pandemii covidu-19. Za projekt se postavil Ústav archeologické památkové péče středních Čech, který oceňuje, že se začala řešit zanedbanost lokality. Proti projektu se naopak postavil například Český národní komitét Mezinárodní rady památek a sídel a vznikla také petice občanů.

## Popis

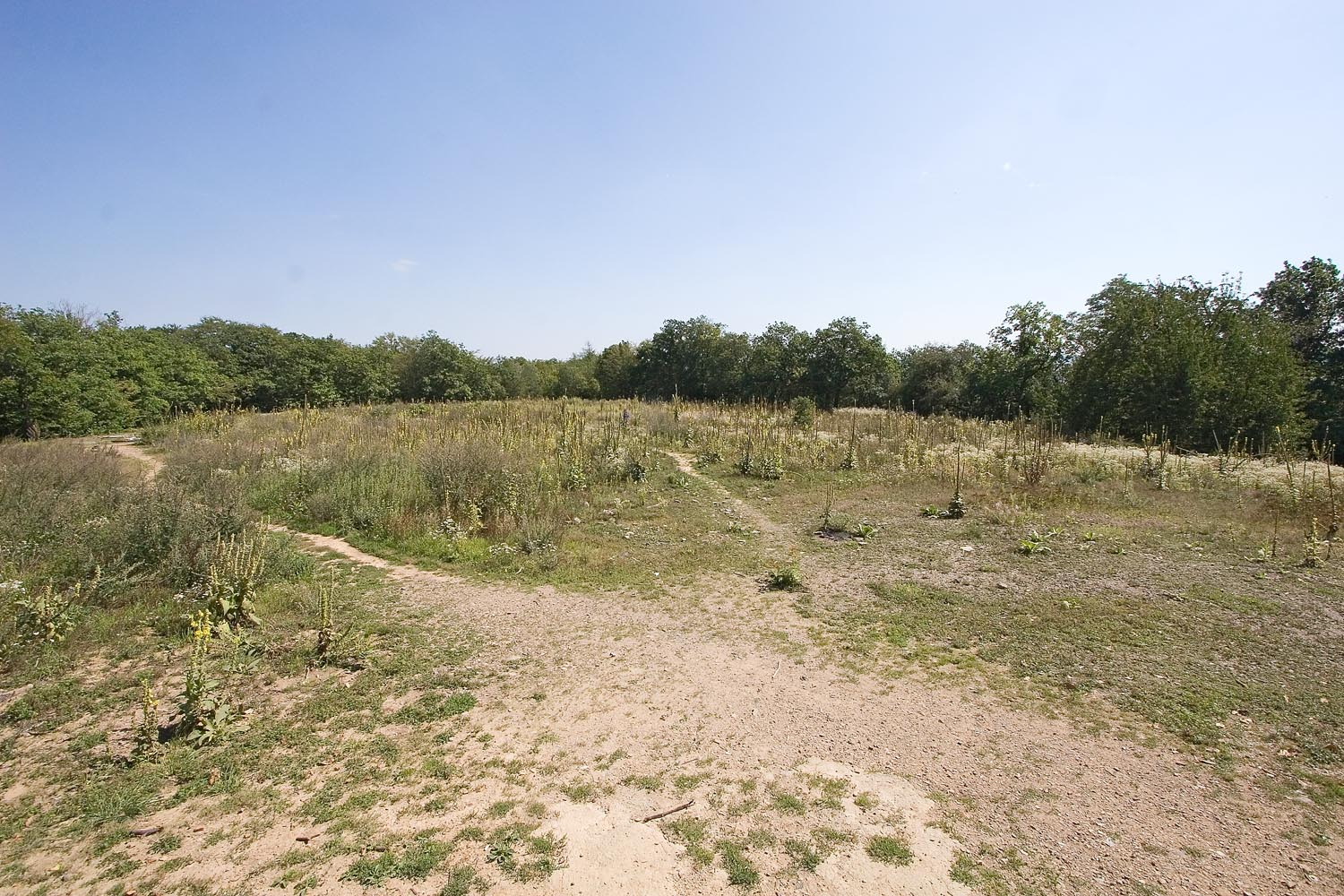
Oppidum Závist u Zbraslavi – akropole (stav po zasypání výkopů; pohled od altánu Kamenný stůl k východu

- Akropole byla samotným centrem oppida a zároveň posledním obranným perimetrem. Zde vyrostla na přelomu 6. a 5. stol. př. n. l. v tehdejší době exkluzivní čtvrť, která se skládala z kamenných staveb, sloužících jako kulturní, náboženské a vojenské centrum. Jedná se o obdélníkový prostor, ohraničený ze tří stran obrovským příkopem. Obehnána byla kamennou hradbou, která byla napojena na centrální opevnění. Prostor měl velikost 80×90 m, s jednou bránou. Komorový systém staveb, který je svou rozlohou a výškou vyrovnávky místy až 6 metrů vysoké unikátním starověkým technickým dílem, měl až tři komorové vrstvy. V centru samotné kamenné akropole stála keltská svatyně o rozměrech 9 × 10 × 11 metrů s ostrými nárožními úhly.
- Opevnění tvořily dřevěné palisády umístěné na náspu, kde spolu s dalšími obrannými prvky (vlčí jámy a uměle vyhloubené příkopy) vytvářely celkové opevnění oppida. V pozdějších dobách to byly důmyslně budované dřevěné hradby a brány. Opevnění dosahovalo délky až 9 kilometrů. Závistské opevnění patřilo k nejsilnějším ve střední Evropě. Mělo celkem pět etap výstavby. Od původní, jednoduché palisádové hradby až po důmyslné mohutné opevnění z sypaných valů s kamennou a dřevěnou výztuží (tento typ byl zvláště patrný na nejzranitelnějším místě, které je situované v okolí hlavní vstupní brány D).
- Šance jako část hradiště Závist, má rozlohu 15 hektarů. Na jižní straně byla chráněna jen skalami a příkrými svahy, zbytek opevnění tvořila palisáda. Byly zde nalezeny zlomky keramiky kultury pozdní doby bronzové. Dalším zajímavým zjištěním bylo, že zde nebyla vyvinuta kulturní vrstva jako na Akropoli.
- Brána D byla hlavním vstupem do oppida. Nacházela se na jihovýchodní straně. Její nejstarší podoba pochází z pozdně laténského období, ze 2. století př. n. l., ale i ona prošla řadou změn a zdokonalení. Patrová stavba byla doplněna sypanými valy s palisádovou hradbou na vrcholu. Stála nad příkopem hlubokým 12,5 m, který byl vylámán do skály. Brána měla velká křídla, vyplněná lomovým kamenem. Po dobytí Germány, kdy brána lehla popelem, byl vstup branou D zatarasen a dále se nevyužíval.
- Brána A byla menší vstupní branou, která byla uzavíratelná dubovými vraty. Nacházela se na severovýchodním úpatí Akropole směrem do Břežanského údolí. Za zmínku stojí, že poblíž brány byly nalezeny zbytky germánské keramiky a malé pohřebiště raného středověku, datované do první poloviny 10. století.
- Podhradí bylo místem, kde se nacházelo hospodářské zázemí celého areálu.

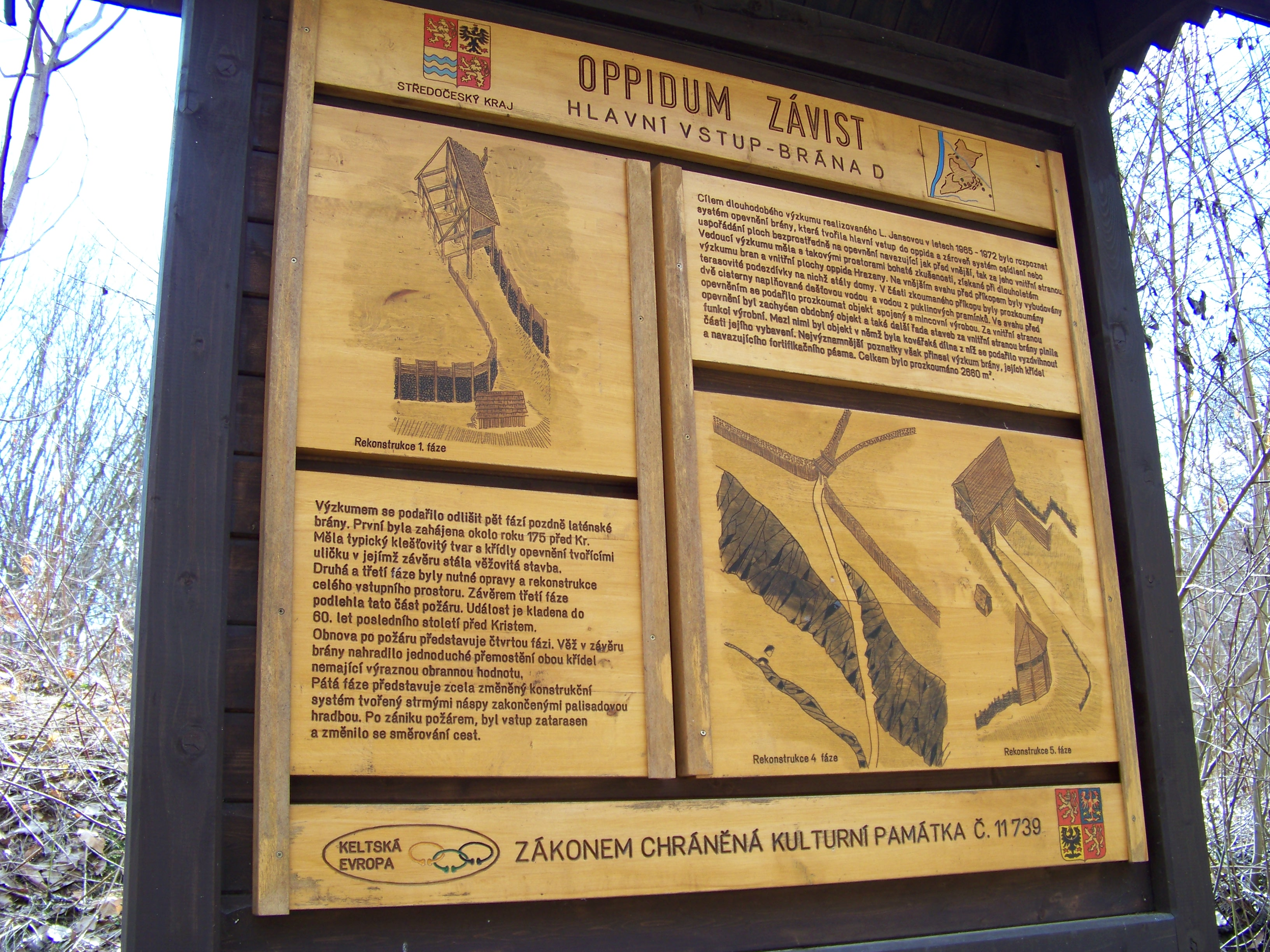
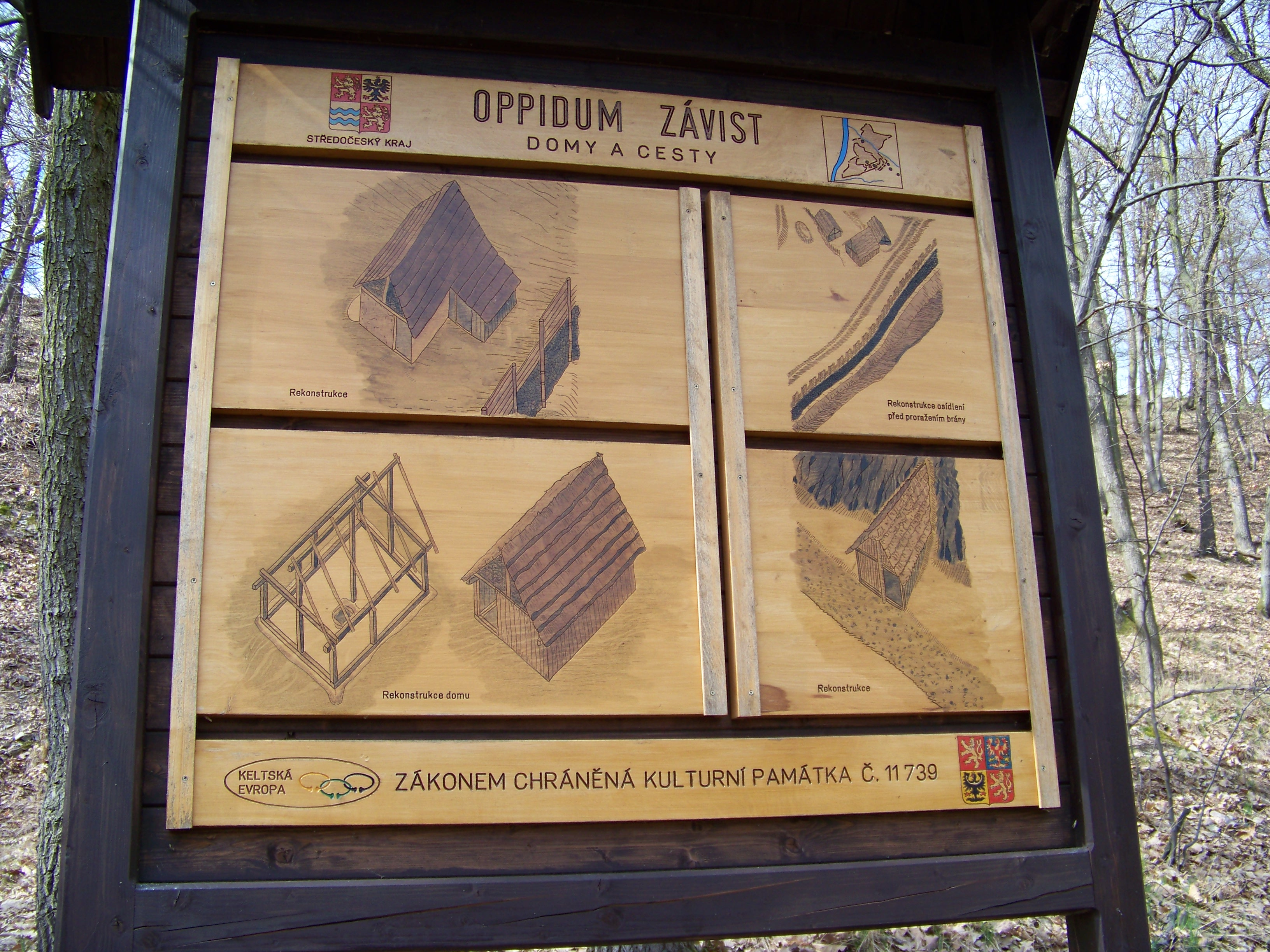
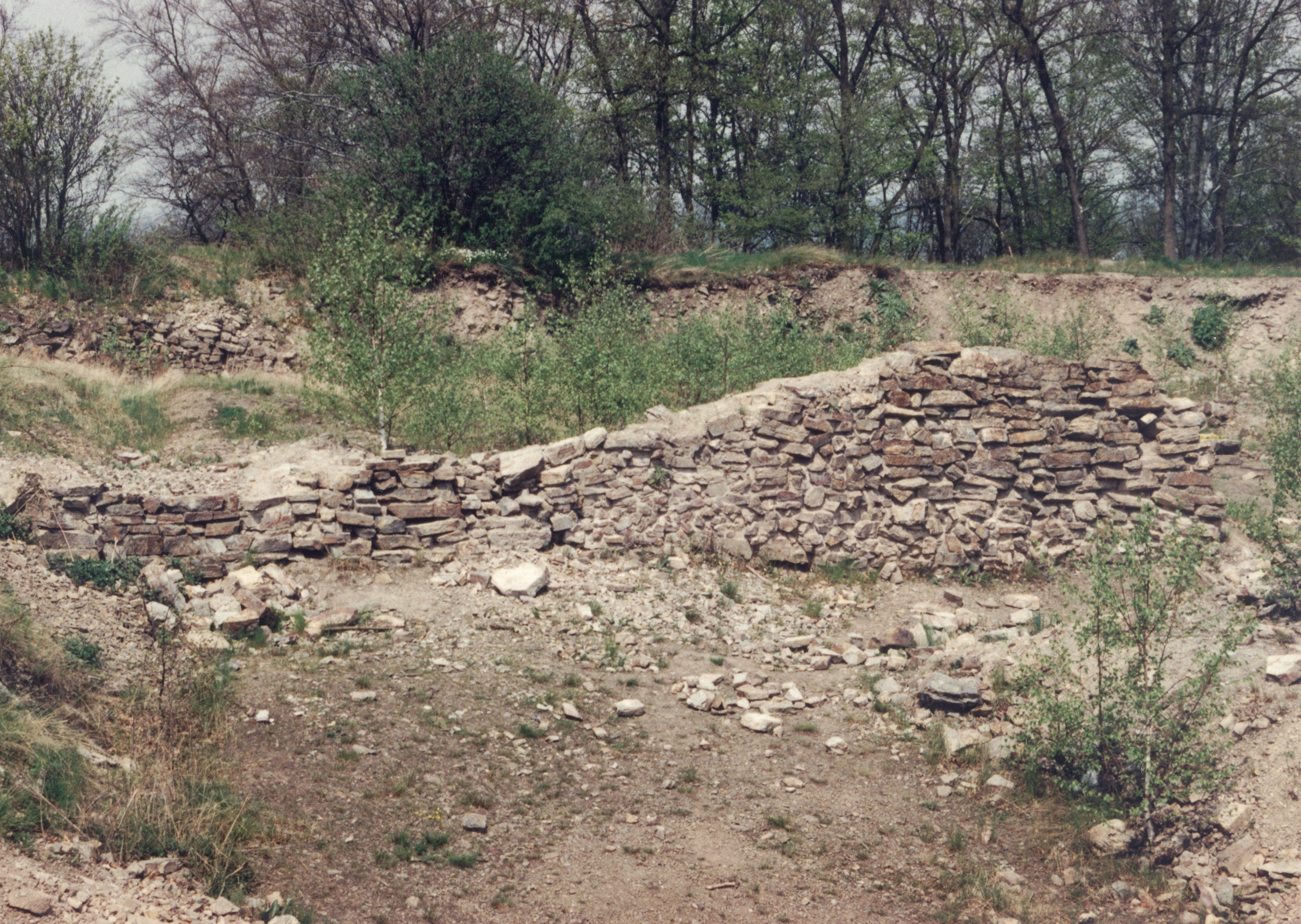
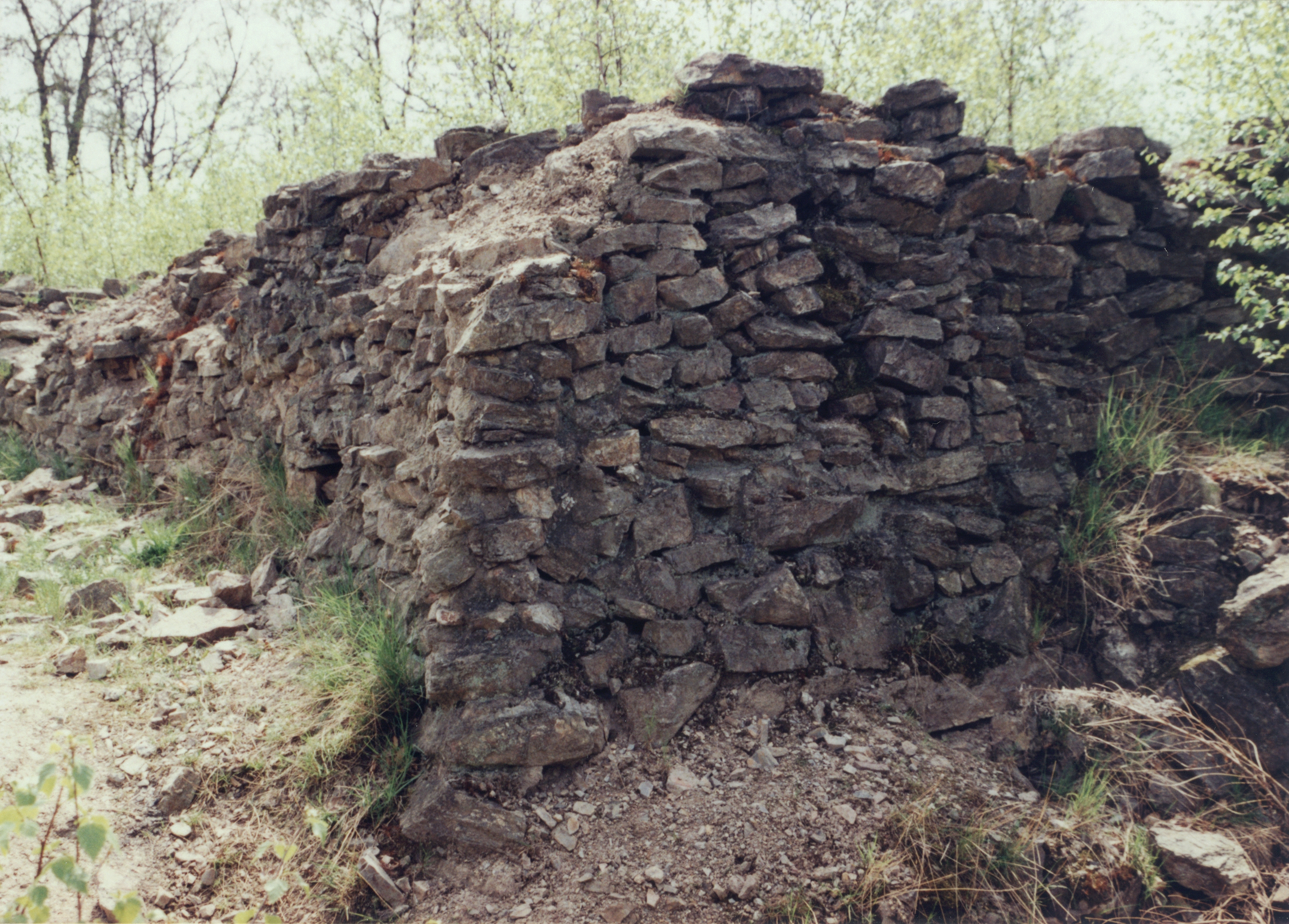
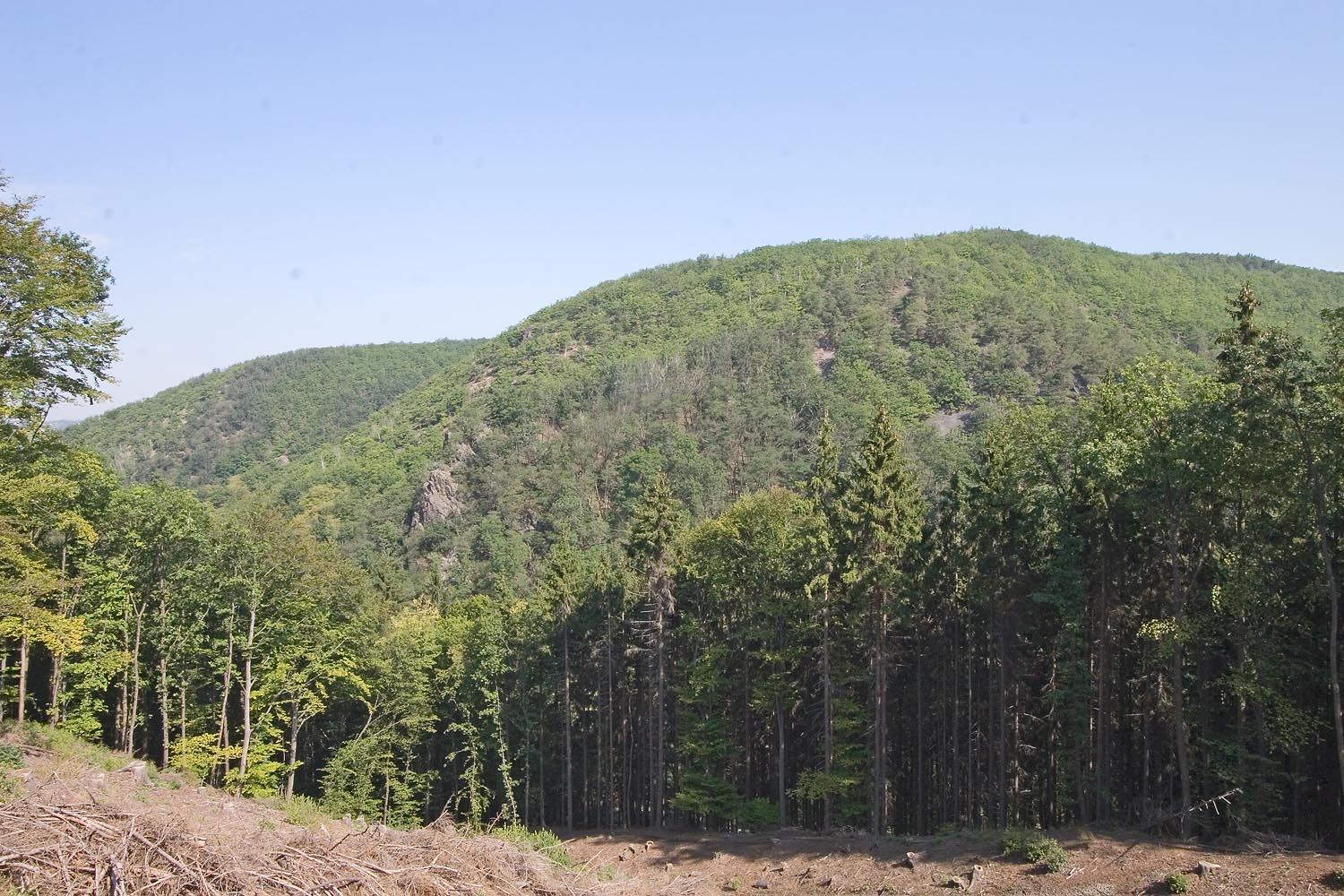
Pohled na vrch Šance
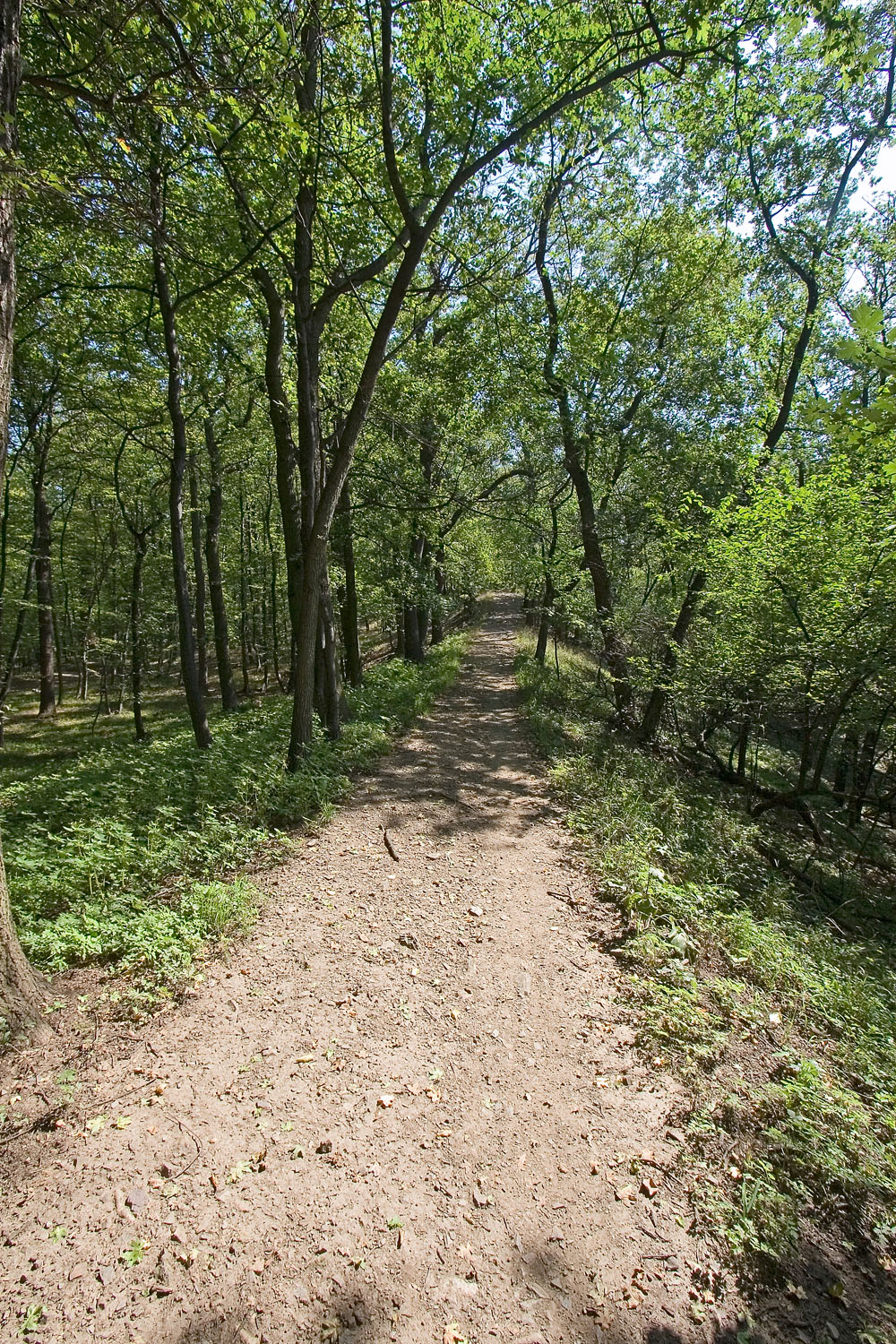
Pozůstatky valů oppida Závist u Zbraslavi